# Emplecton
Emplectonul este un material de construcție alcătuit din moloz, pământ, ciment sau alte materiale, care este plasat între două ziduri paralele, pentru a le oferi o duritate și stabilitate mai mari, creând așadar un zid unic mai gros.